# Hà Giang
Hà Giang är en stad i norra Vietnam. Den är huvudort i provinsen Hà Giang. Centralorten hade cirka 43 000 invånare vid folkräkningen 2019.